# Klaus Lausch
Klaus Lausch (* 19. Februar 1964 in Rott am Inn) ist ein deutscher Motorrad-Bahnrennfahrer, der sowohl Speedwayrennen als auch Langbahnrennen fuhr.

## Karriere
Er begann seine Laufbahn 1978 in der Jugendlizenz-Klasse und bereits 1993, mit nur 29 Jahren, beendete er seine aktive Laufbahn und widmete sich danach dem Motoren-Tuning für Rennmaschinen.
Bereits 1982 ließ er als 18-Jähriger beim Speedway-DM Finale in Bremen-Arsten mit einem 5. Platz aufhorchen und erreichte 1984 das U21-Speedway-EM Finale in England. Im selben Jahr wurde er bereits im Speedway Deutscher Vizemeister hinter Egon Müller, erhielt bei den Oxford Cheetahs in der britischen Profiliga einen Vertrag und stand 1985 mit nur 21 Jahren in seinem ersten Langbahn-WM Finale in Korskro/DK. Er hätte auch 1985 die Qualifikation für das Speedway-WM Finale in Bradford/GB geschafft, wenn er nicht disqualifiziert worden wäre.
Karrierehöhepunkte für Lausch waren die Gewinne der Langbahn-Vizeweltmeisterschaft 1988, die Speedway-Einzel DM-Titel 1988, 1989 und 1990, sowie die Best-Pairs WM Finalteilnahmen 1986, 1990 und 1991. Von 1985 bis 1992 gehörte Lausch auch zum Speedway-Nationalteam.

## Erfolge

### Einzel
- Langbahn-Vizeweltmeister 1988
- Deutscher Speedway-Meister 1988, 1989, 1990

### Team
- Best-Pairs WM Finalist 1986 (mit Karl Maier), 1990 und 1991 (mit Gerd Riss)

## Persönliches
Nach seiner aktiven Karriere widmete sich Klaus Lausch dem Tuning für Bahnrennmotoren und stattete etliche Spitzenfahrer des Speedway-WM Grand Prix, der Langbahn-WM und auch im Eisspeedway-WM Grand Prix mit Maschinenmaterial aus.